# Van (tartomány)
Van tartomány Törökország egyik tartománya a Kelet-anatóliai régióban, székhelye Van városa. Nyugaton Bitlis, délnyugaton Siirt, délen Şırnak és Hakkari, északon Ağrı, keleten pedig Irán határolja. Területén található az ország legnagyobb tava, a Van-tó, melyhez kapcsolódik a Van-tavi szörny legendája. Itt zajlott az első világháborúban a Van-tó melletti csata. A tartomány híres még a Van-macskákról is.

## Körzetei
A tartománynak 12 körzete van:
- Bahçesaray
- Başkale
- Çaldıran
- Çatak
- Edremit
- Erciş
- Gevaş
- Gürpınar
- Muradiye
- Özalp
- Saray
- Van

## Képek

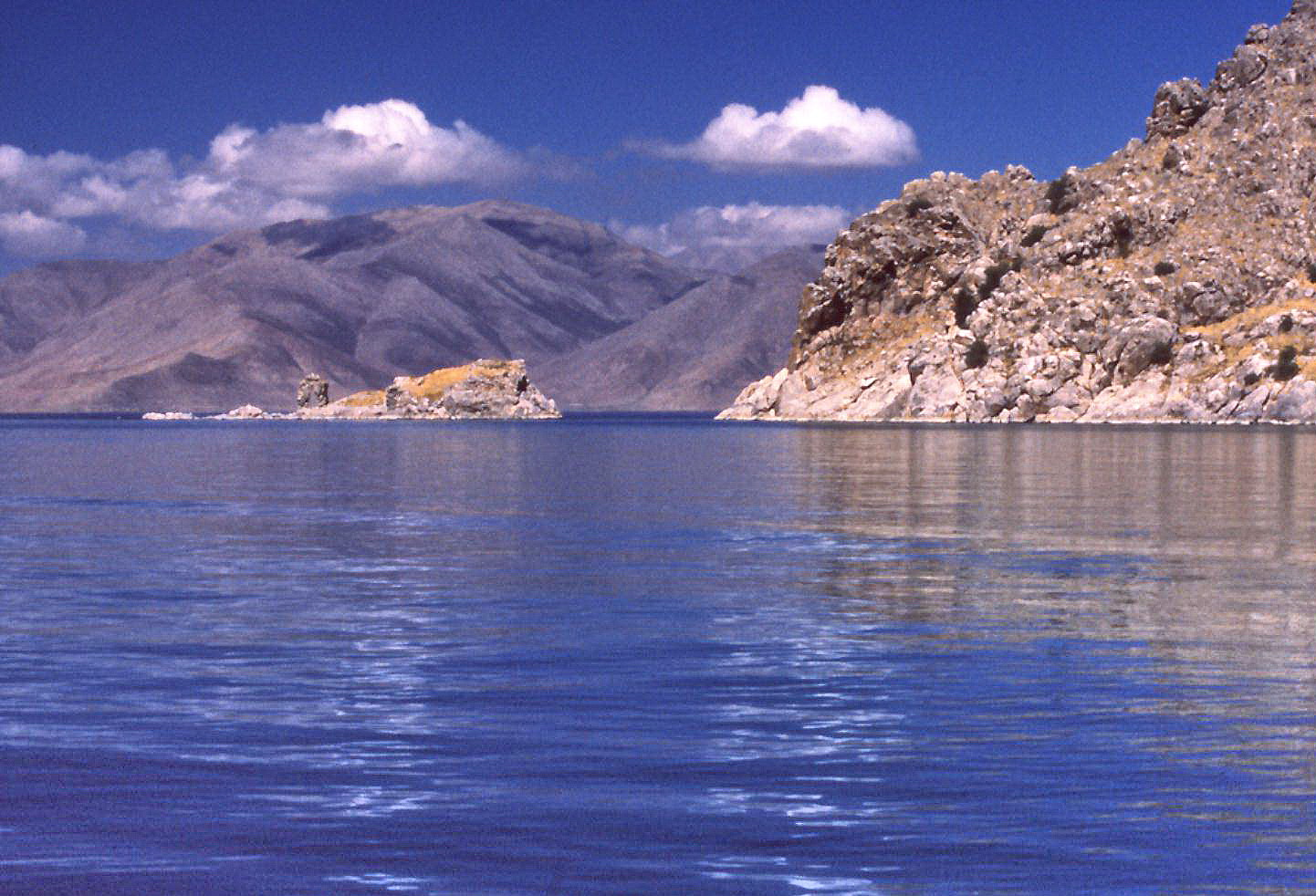
A Van-tó
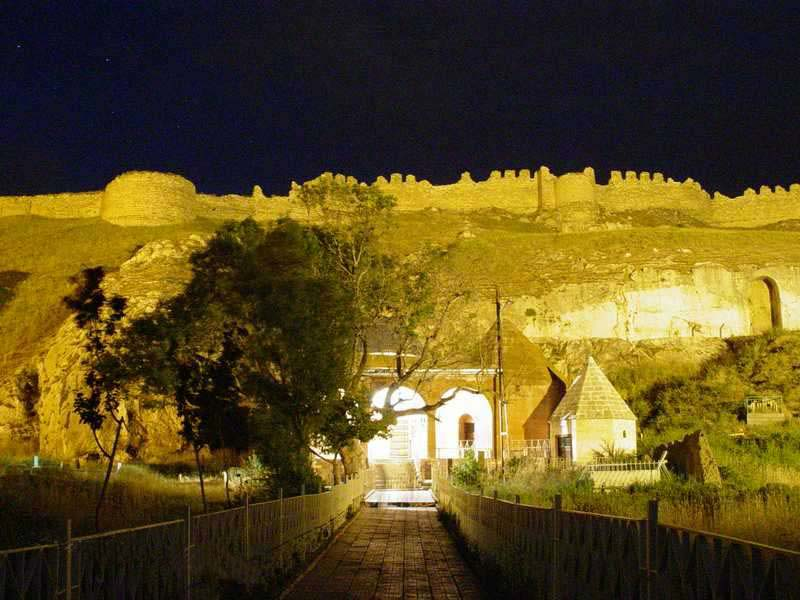
A vani vár éjjel